# 吉川貴盛
吉川 貴盛（よしかわ たかもり、1950年〈昭和25年〉10月20日 - ）は、日本の政治家、実業家。
衆議院議員（6期）、農林水産大臣（第62代）、北海道議会議員（3期）、自由民主党北海道支部連合会会長、自由民主党組織運動本部長代理、東洋実業グループ代表取締役などを歴任した。苗字の『吉』は正式には上が『士』でなく『土』の『𠮷』。

## 来歴
東京都杉並区生まれ。生後まもなく父の郷里である北海道余市郡余市町に移り、少年時代を過ごす。
余市町立登小学校、札幌市立八軒中学校、北海道日本大学高等学校を経て、1973年3月に日本大学経済学部を卒業。在学中より友愛運動へ参加し、卒業後の1973年4月に友愛青年連盟事務局の職員となる。同年8月から1974年8月まで鳩山威一郎（1974年7月に参議院議員へ初当選）、1974年9月から1976年12月まで鳩山邦夫（1976年12月に衆議院議員へ初当選）の秘書をそれぞれ務めた。
1977年1月、父親が経営する東洋実業へ入社。1979年4月に札幌市東区選挙区から北海道議会議員へ立候補し、最年少の28歳で初当選を果たす。道議は合計3期務めた。また、1992年1月より東洋実業グループの代表取締役となった。
1996年4月、自由民主党北海道第2選挙区支部支部長となり、同年10月20日の第41回衆議院議員総選挙で北海道2区から立候補し、新進党現職の長内順一に敗北したが、比例復活で初当選。
1997年9月、北海道開発政務次官。
2000年6月25日の第42回衆議院議員総選挙で再選。
2003年11月9日の第43回衆議院議員総選挙で北海道2区で民主党の三井辨雄に敗れ、比例復活も出来ずに落選。
2005年9月11日の第44回衆議院議員総選挙で再び三井に敗れたが、比例復活で3選。
2007年4月に北海道大学公共政策大学院を修了した。
2008年8月、福田康夫改造内閣で経済産業副大臣に就任。同年9月、麻生内閣で経済産業副大臣に再任。
2009年8月30日の第45回衆議院議員総選挙で三たび三井に敗れ、比例復活も出来ずに落選。
2012年12月16日の第46回衆議院議員総選挙で初めて三井を比例復活も許さず破り4選、3年ぶりに国政に復帰。
2013年9月30日、第2次安倍内閣で農林水産副大臣に就任（2014年9月3日、退任）。
2014年12月14日の第47回衆議院議員総選挙で維新の党の松木謙公を破り5選（松木は比例復活）。
2017年10月22日の第48回衆議院議員総選挙で希望の党に鞍替えした松木ら3人をおさえて6選を果たす。

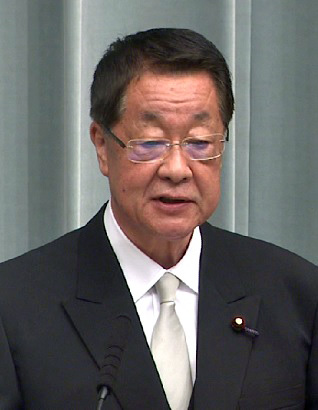
農林水産大臣就任時の記者会見にて

2018年10月2日、第4次安倍改造内閣にて内閣官房長官の菅義偉の強い推しで、農林水産大臣として初入閣。
2019年9月11日、農林水産大臣を退任し、自民党組織運動本部長代理に就任。
2020年9月に行われた自民党総裁選挙では菅義偉陣営の選対事務局長を務めた。
同年12月21日、体調不良を理由に議員辞職の意向を表明し、翌22日に代理人を通じて大島理森衆議院議長へ辞職願を提出。同日許可されたことにより議員を辞職した。
2021年1月12日、自民党に離党届を提出。翌13日受理された。15日、東京地方検察庁特別捜査部が収賄罪で起訴（#不祥事）。
2022年5月26日、東京地方裁判所より懲役2年6ヶ月・執行猶予4年、追徴金500万円の有罪判決が下る。
同年6月8日、吉川は控訴を断念することを明らかにした。検察側も10日までに控訴しなかったため吉川の有罪判決が確定した。
2024年3月、政策シンクタンク「北海道強靭化推進研究会」を道内の政財界関係者らと発足させた。

## 政策
経済
- アベノミクスを評価する[15]。
- 消費増税の先送りを評価する[15]。
- 消費税10％に賛成。税収の使いみちとして、幼児教育の無償化や高等教育の負担軽減を挙げる[15]。
- 雇用環境の改善や人手不足解消のため「働き方改革」を推進する[16]。

内政
- 安全保障関連法の成立を評価する[15]。
- 共謀罪法をどちらかと言えば評価する[15]。
- 森友学園・加計学園問題への対応をどちらかと言えば評価する[15]。
- 選択的夫婦別姓制度の導入に反対[15]。
- 憲法改正に賛成。改正すべき項目として、緊急事態条項・憲法改正の手続を挙げる[15]。
- 日本の核武装について検討すべきでないとしている[17]。
- 女性宮家の創設に反対[17]。
- 2030年代の原発稼働ゼロを目指す民主党政権の目標に反対[17]。
- 2013年11月26日、特定秘密保護法案の採決で賛成票を投じている[18]。

外交
- 北朝鮮に対しては対話よりも圧力を優先すべきだ[15]。
- 弾道ミサイルなど国外からの脅威に対する防災機能の強化と毅然とした外交交渉を推進する[16]。

教育
- 特別支援教育の充実など子供たちの学ぶ権利を保証する[16]。
- 虐待や貧困など周りの環境で子供の将来が閉ざされることのない「子供を守る政策」を推し進める[16]。

北海道
- 2020年の国立アイヌ民族博物館開館、アイヌ新法を確立する[16]。
- 新幹線の札幌早期延伸、空港民営化の推進、都心アクセス道路の開設など交通施策を強化する[16]。

## 人物

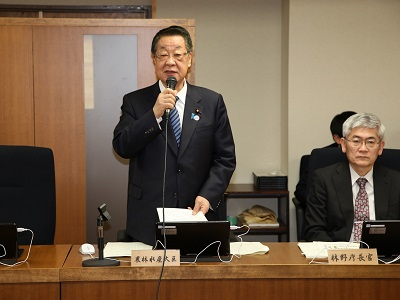
2019年2月20日に開催された「林政審議会」にて

- 座右の銘は「意思あれば道あり」[3]。趣味は読書、スポーツ[19]（ゴルフ）[3]。本籍は北海道[3]。住所は札幌市東区北28条東14丁目[20]。
- 2017年までは喫煙をしており[21]、ヘビースモーカーであったが、2018年からは飲酒と喫煙を控えている[22]。
- 高橋はるみ（参議院議員、前北海道知事）とはきわめて関係が悪いことが「財界さっぽろ」などで報じられている[23]。
- アキタフーズのスキャンダル報道直前の2020年12月初頭まで二階派事務総長をつとめた[24]。
- 河井克行と衆議院初当選同期である[25]。河井は自身のブログで「家族ぐるみのお付き合い」と紹介し、2018年に吉川が農林水産大臣に任命されると「二十数年間、国政で苦楽を共にしてきた吉川先生の初入閣を我がことのように喜んでいる」とコメントした[25]。
- TPP交渉の取りまとめを評価されて農水大臣を務めたが、選挙区は農業地帯ではない札幌市の都市部であり、本来は商工族議員[26]。2013年に農水副大臣に就くまで農業政策に関わった経験はほぼなく、生粋の農林族議員というわけではなかった[27]。菅義偉の側近であり、鈴木直道の北海道知事擁立と当選にこぎ着けた[28]。
- 首相の菅義偉と親しく、自民党幹事長の二階俊博の最側近だった[7]。
- 国民民主党の後藤祐一が2019年2月12日の衆院予算委員会で「吉川貴盛農相の次男が農相の政務秘書官に就任した経緯」をただした[29]。北海道が地盤の吉川の次男は、4月の道議選の自民党公認が出た翌日に、農林水産大臣秘書官に就任[29]。後藤は「選挙で有利になるために箔を付ける人事そのものだ」と批判し、秘書官就任後も地元の団体関係者の会合に多数出席していることを問題視した[29]。吉川は「秘書官の任命には時間がかかる。たまたま就任が公認の後になった」と弁明し、次男については「選挙に出ない」と述べ、道議選出馬を取りやめることを明言した[29]。また吉川は「極めて心外な質問だ」とも述べた[29]。

### 統一教会との関係
- 2018年10月、統一教会の関連団体「世界日報」のインタビューに応じた[30]。

## 不祥事

### 鶏卵汚職事件
2020年12月2日、吉川が広島県福山市の大手鶏卵生産会社アキタフーズ元代表の秋田善祺（当時は日本養鶏協会幹部）から複数回にわたって数百万円の現金を受け取った疑いで、東京地検特捜部が捜査していると報じられた。
本事件は、広島県を地盤とする河井克行と妻・河井案里による、案里の第25回参議院議員通常選挙への出馬を巡る一連の選挙違反事件（河井夫妻選挙違反事件）の捜査がきっかけで発覚した。吉川と河井克行は初当選同期で以前から親しかった（前述）。吉川に秋田を紹介したのは河井克行で、関係者によると秋田は河井克行から2013年に農水副大臣に就任した吉川を紹介されて以降、夏は「お中元」、年末には「お歳暮」として現金を提供していた。
吉川は12月2日付で党内の役職を辞任。また、不整脈で入院したと事務所を通じて発表した。この問題では内閣官房参与だった西川公也も接待を受けていたことが報じられ、同月8日に西川は内閣官房参与を辞任している。
その後、同月21日に事務所を通じて「健康上の理由により職責を果たすことが難しい」として、衆議院議員を辞職することを表明、翌22日に大島理森衆議院議長へ議員辞職願を提出、同日辞職が許可された。
吉川は特捜部の任意の事情聴取に対し、現金500万円の受領を認めた上で「返すつもりだった」などと供述したことが同月24日に関係者の話で分かった。また秋田から受領した現金のうち200万円については、秋田らから家畜のストレスを減らすためのアニマルウェルフェア（動物福祉）の考え方に基づく国際的な鶏の飼育指針に関する陳情を受けて間もなく受領していたことが関係者の話で分かった。
秋田は特捜部の任意聴取に対して吉川への現金提供を認め、趣旨について「業界のためだった」などと供述した。現金提供があった時期に秋田は吉川に対し「鶏の飼育環境を巡る国際機関の指針案に反対すること、日本政策金融公庫からの養鶏業界向け融資を拡大すること」を求めていた。
同月25日、特捜部が衆議院議員会館や札幌市の吉川の事務所で家宅捜索を行った。
2021年1月1日、現金の受領総額は2015年以降、1800万円に上るとみられることがわかったと報じられた。新たに判明した計1300万円の現金授受は、農水相就任前の2015～18年と退任後とみられる。
同月15日、特捜部と広島地検は吉川を収賄罪で、秋田を贈賄罪でそれぞれ在宅起訴した。起訴状によると、吉川は農水相在任中の2018年11月～19年8月、国際的な鶏の飼育指針案や日本政策金融公庫の業界向け融資を巡り、養鶏業界に便宜を図ってほしいという趣旨と知りながら、都内のホテルや大臣室で3回にわたり、秋田から現金計500万円の賄賂を受領したとされる。特捜部は吉川の健康状態などを考慮した結果、証拠隠滅や逃亡などの恐れが少なく「逮捕の必要はない」と判断したとみられている。
一連の収賄がおこなわれていた最中の2019年1月、農林水産省は日本国政府の意見として、国際獣疫事務局（OIE）が策定中だった鶏の飼育環境改善案に対する18ページにわたる反対コメントを提出したが、その後、みずから組織した検証委員会で「政策が歪められた事実は認められなかった」と結論づけた。
2月25日、農林水産省は、吉川と秋田が同席する会食に参加していた農水省幹部6人について、枝元真徹次官ら3人を減給10分の1（1か月）、2人を戒告の懲戒処分とし、1人を訓告とした。飲食費を秋田側が負担していた。
10月6日、秋田に贈賄罪などで執行猶予付きの有罪判決が言い渡された。なお、吉川は「政治献金の趣旨だと受け止めていた」と無罪を主張していた。
2022年5月26日、吉川に懲役2年6月・執行猶予4年、追徴金500万円の有罪判決が言い渡された。
6月8日夜、吉川は弁護士を通じてコメントを出し、「事実と異なる内容を認定した判決には大いに不満が残る」「体調も芳しくなく、これ以上、関係者の皆様にご心配やご迷惑をおかけすることはできない。こうした事情に 鑑み、控訴を断念する」と表明した。検察側も期限の9日までに控訴しなかったため、10日に判決が確定した。

## 家族・親族
父の昭市はビルメンテナンス・清掃会社の東洋実業の創業者で、鳩山一郎の友愛青年同志会の活動家だった。息子が3人いる。長男の隆雅は2011年より2023年まで北海道議会議員（北区選出）。2023年の道議選では4選を目指したが、落選した。前回の得票よりも約1万1千票減らしており、北海道新聞は貴盛の汚職事件が影響したとの見方も出ていると報じている。次男の統勝は農林水産大臣秘書官、三男は公設秘書を務めた。

## 所属団体・議員連盟
全て議員辞職により脱退。
- 自民党たばこ議員連盟[50]
- 日本会議国会議員懇談会[51]
- 神道政治連盟国会議員懇談会[51]
- みんなで靖国神社に参拝する国会議員の会[51]
- 北京オリンピックを支援する議員の会
- TPP交渉における国益を守り抜く会
- 日朝友好議員連盟
- 国際観光産業振興議員連盟（カジノ議連）[52]
- 自民党動物愛護管理推進議員連盟
- アイヌ政策を推進する議員の会 (代表)[53][54]